# Haj Jomaa
Haj Jomaa (tiếng Ả Rập: حاج جمعة) là một ngôi làng Syria nằm ở Armanaz Nahiyah ở huyện Harem, Idlib. Theo Cục Thống kê Trung ương Syria (CBS), Haj Jomaa có dân số 154 trong cuộc điều tra dân số năm 2004.